# Canal du Cirque
Le canal du Cirque est un ancien canal qui entourait la motte castrale de Lille avec le canal de la Monnaie pour la partie nord-ouest. C'est l’un des nombreux petits canaux non navigables qui parcouraient la ville de Lille avant leur couverture ou leur remblaiement.

## Description
Le confluent du canal du Cirque avec le canal du pont de Weppes (emplacement de l’actuelle rue de Weppes)  et le canal de la Monnaie était situé sous le pont de Roubaix. Ce pont dans le prolongement de la rue des Trois Mollettes tirait son nom de Jehan seigneur de Roubaix qui en devient propriétaire en 1432. Le canal passait sous la rue du Cirque longeait les bâtiments de la cour Gilleson disparue dans les années 1930 lors de l’avancement des travaux de la cathédrale, formait une boucle à l’arrière des maisons de la rue de la Monnaie et  rejoignait le canal de la Monnaie à l’entrée du canal du Moulin Saint-Pierre. En quelque sorte, le canal du Cirque était une dérivation du canal de la Monnaie.
Sa largeur variait de 5 à 8,40 m.

## Origine du nom
Le canal tirait son nom d’un établissement de loisirs ouvert en 1802 sur la motte castrale à l’emplacement du mythique château du Buc, résidence des forestiers de Flandre, du château des seigneurs de la Châtellenie de Lille puis d’un couvent de Dominicains ouvert en 1579 et fermé en 1795. Le Cirque ferme en 1816. Ses bâtiments sont ensuite occupés par les bureaux des douanes avant le début de la construction de la cathédrale à partir des années 1850
.

## Historique
Le canal qui s’écoulait entre la motte castrale et le forum primitif de Lille existait lors de la charte de 1066 de fondation de la Collégiale Saint-Pierre. C’est donc l’un des plus anciens de Lille.
Sa couverture en 1933 est la plus tardive des canaux lillois avec celle du canal du pont de Weppes la même année.
Le tracé de l’ancien canal est visible par le fossé à l’arrière des maisons de la rue de la Monnaie.

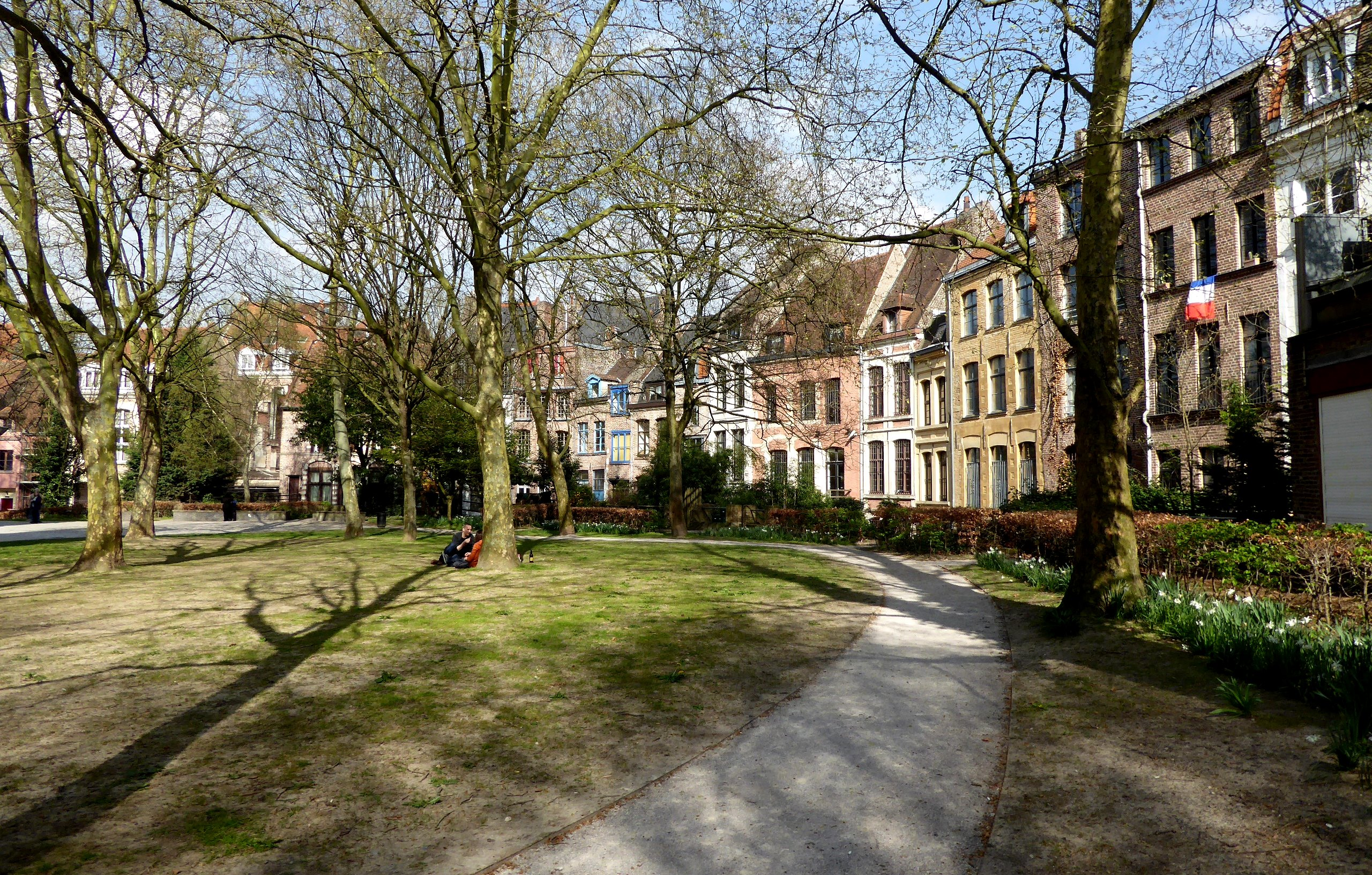
Le canal passait derrière les maisons en lisière du parvis Notre-Dame de la Treille
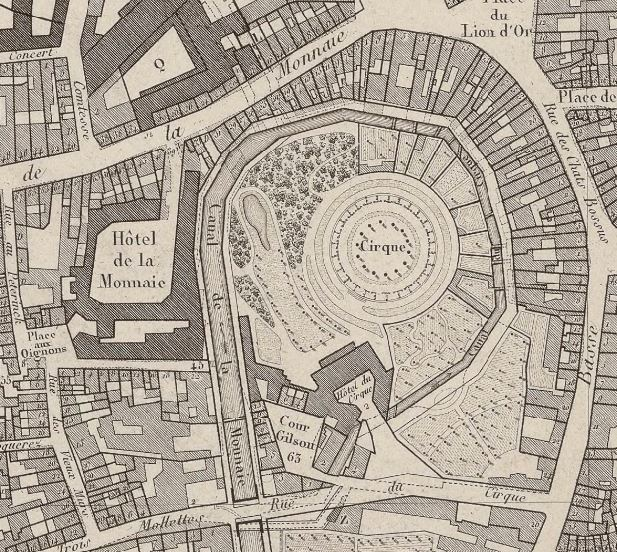
Le cirque sur plan de Lille de 1820